# Игнат (рассказ)
«Игнат» — рассказ русского писателя Ивана Бунина, опубликованный в 1912 году.

## История создания и публикации
Рассказ «Игнат» был опубликован в газете «Русское слово» частями, в номерах с 162 по 167 (за исключением 163), выходивших с 14 по 20 июля 1912 года. Издание рассказа произошло с задержкой, так из-за большой аудитории газеты, её редактор Фёдор Благов побаивался печатать рассказ, в котором находил «некоторую рискованность положений и описаний», и просил Бунина о его соответствующей переработке. Автор при отправке текста в редакцию, оставлял вопрос деления его на части исключительно на усмотрение издателя.
Рассказ был написан в конце февраля 1912 года на итальянском острове Капри. О его пикантности Бунин сообщал Петру Нилусу, о той же его особенности писала старшему брату писателя и его супруга. 
В письме 1947 года Марку Алданову Бунин признавался, что прототипом для героя рассказа послужил деревенский пастух-подросток, по слухам имевший порочные наклонности.

## Критика
Американский критик Бабетт Дойч среди всех 10 рассказов «Grammar of Love» («Грамматики любви»), сборника на английском языке, вышедшего летом 1934 года, выделяла на фоне остальных «неправдоподобных историй» лишь одного «Игната», напоминавшего ей по своему стилю и тональности «Господина из Сан-Франциско». Она отмечала живость его характеров и точное соблюдение необходимого уровня драматизма. Американский критик Альфред Кейзин также в сборнике выделял «Игната» наряду с рассказом «При дороге». К точно такому же выбору пришёл и Ричард Шарк, писавший для литературного приложения «Таймс», отметивший, что в этих двух рассказах Бунин проявил всю мощь своего литературного таланта. Им вторило и британское издание The Manchester Guardian, которое отмечало, что наилучшим образом своё мастерство Бунин продемонстрировал в «Игнате».
Критик Юлий Айхенвальд отмечал в конце рассказа излишне затянутое и вовсе ненужное для общей фабулы описание, когда второстепенный персонаж Федька запрягает лошадь.